# Губернский (областной) статистический комитет
Губернский (областной) статистический комитет — орган государственной (правительственной) статистики в губерниях и областях Российской империи.

## История
20 декабря 1834 года Императором утверждены «Положение о создании губернских и областных
статистических комитетов» и «Правила для Статистического Отделения при Совете Министерства Внутренних Дел и Статистических Комитетов в Губерниях». 28 января 1835 года принят Указ Правительствующего сената об организации губернских статистических комитетов.
Важное значение для становления губернской статистики имел «Наказ губернаторам» от 3 июня 1837 года, согласно которому губернаторы должны были предоставлять в МВД ежегодно статистико-экономические данные по своей губернии. В «Наказе» подчеркивалось, что губернаторы «для основательности в своих действиях и пользы вверенного управления должны стараться иметь всегда самые точные и, по возможности, подробные сведения о состоянии губернии во всех отношениях». Здесь имелись в виду, прежде всего, сведения о народонаселении (демографическая статистика), занятиях жителей, числе городов, сел, деревень, заводов, фабрик, качестве почвы, количестве лесов, полей, лугов, данные о судоходных речках, водоемах, пристанях, ремесле, торговле, ярмарках, монастырях, церквях и т. д.
В 1855 году губернские статистические комитеты отнесены к первым инстанциям.
В 1859 году в МВД была подготовлена программная записка о коренном реформировании губстаткомитетов России. Главная цель реформы состояла в необходимости подчинения комитетов «контролю науки и людей специальных, и придать сим комитетам характер не обыкновенных административных, а официально-ученых учреждений. Цель эта может быть достигнута введением в состав комитетов посторонних членов из лиц неофициальных, но по положению своему в обществе могущих содействовать всестороннему изучению и исследованию состояния губернии». Фактически правительство предлагало создать в каждой губернии по научно-общественному учреждению. Большую роль в реформировании статистических комитетов сыграли министр внутренних дел С. С. Ланской и руководитель статистического отделения министерства А. Г. Тройницкий.
26 декабря 1860 года Александр II утвердил новое «Положение о губернских и областных статистических комитетах».
Губернские статистические комитеты учреждались под председательством гражданских губернаторов. Действующим руководителем был секретарь комитета.
По «Положению» организация сбора статистико-экономических данных возлагалась на «непременных» членов, которыми в разные годы являлись:
- вице-губернатор,
- губернский предводитель дворянства,
- управляющий казённой палатой,
- начальник Костромско-Ярославского управления земледелия и государственных имуществ,
- директор народных училищ,
- городской голова,
- прокурор,
- член духовной консистории.

Кроме того в губернии были члены — корреспонденты комитетов, которыми в обязательном порядке являлись уездные предводители дворянства, а также лица, проявлявшие интерес к деятельности комитета, в том числе историки-краеведы. Заседания комитетов созывались председателем два раза в месяц, делопроизводство вел один из «непременных» членов. Труд сотрудников комитетов не оплачивался.
По Декрету СНК РСФСР № 67 от 15 сентября 1918 года губернские статистические комитеты официально упразднены. Началось формирование советской государственной статистики на базе статистических служб губернских земских управ.

## Деятельность
Первые двадцать лет существования сколько-нибудь активной деятельности комитетов не наблюдалось. Одной из причин этого являлось то, что чиновники комитетов вынуждены были соединять свои статистические обязанности с множеством других — основных профессиональных занятий, и не имели, к тому же, представления о методике сбора статистических сведений.
В 50-е годы начинается систематическая, набирающая год от года силу, деятельность комитетов. Главной обязанностью комитета к этому времени становится сбор статистических материалов для подготовки ежегодных «всеподданнейших» отчетов губернатора. Статистические сведения в основном поступали от уездных полицейских управлений, волостных правлений и приходского духовенства по следующим вопросам:
- о состоянии уездов и городов в различных отношениях,
- о состоянии промышленности, сельского хозяйства, торговли, отхожих промыслов, налогов и сборов,
- о ценах,
- о демографической обстановке (числе жителей, движении населения, о родившихся, умерших и т. д.)

Комитеты также вели деятельность по сбору и обработке сведений о состоянии дворянских имений губернии.
Отдельные сотрудники комитетов проявляли интерес и к историческому прошлому подведомственных местностей.

### Памятные книжки губерний
Начиная с 1850-х годов Губернские статистические комитеты подготавливали и издавали «Памятную книжку губернии» — справочник, который включал в себя поименные списки всех губернских и уездных чиновников, иерархов духовной консистории, сведения о работе почтовой службы, речных переправ, ярмарок, полицейских управлений и статистические ведомости о числе жителей губернии обоего пола по уездам и городам.
Издание этих «Памятных книжек» не являлось оригинальной идеей комитетов, разрешение на их выпуск и официальная поддержка исходила от Министерства внутренних дел.

#### Музеи статистических комитетов
Во второй половине XIX - начале XX веков статистические комитеты активно участвовали в создании провинциальных музеев. Благодаря им было учреждено более 20 музеев на Кавказе, в Белоруссии, Сибири, Центральной Азии и других районах Российской империи. Развитие музеев статистических комитетах было обусловлено общественной поддержкой и интеграцией комитетов в систему государственных учреждений. Подобно многим провинциальным музеям России, музеи статистических комитетов носили краеведческий характер, были призваны отображать особенности природы, экономики, истории и культуры определенного региона. 

## Комитеты по губерниям и областям
Комитеты открывались медленно. К 1853 году они были образованы в 33 из 49 губерний Европейской части России.
| № п/п | Статистический комитет                              | Дата образования     |
| ----- | --------------------------------------------------- | -------------------- |
| 1     | Архангельский губернский статистический комитет     | 5 апреля 1835 года   |
| 2     | Бессарабский губернский статистический комитет      |                      |
| 3     | Виленский губернский статистический комитет         |                      |
| 4     | Витебский губернский статистический комитет         |                      |
| 5     | Воронежский губернский статистический комитет       | 2 апреля 1835 года   |
| 6     | Вятский губернский статистический комитет           | 2 мая 1835 года      |
| 7     | Гродненский губернский статистический комитет       |                      |
| 8     | Дагестанский областной статистический комитет       | 2 июня 1899 года     |
| 9     | Областной Войска Донского статистический комитет    | 1865 год             |
| 10    | Екатеринославский губернский статистический комитет |                      |
| 11    | Забайкальский областной статистический комитет      | 19 февраля 1865 года |
| 12    | Иркутский губернский статистический комитет         |                      |
| 13    | Казанский губернский статистический комитет         |                      |
| 14    | Киевский губернский статистический комитет          |                      |
| 15    | Кубанский областной статистический комитет          | 22 июля 1879 года    |
| 16    | Костромской губернский статистический комитет       | 20 апреля 1835 года  |
| 17    | Курский губернский статистический комитет           |                      |
| 18    | Могилевский губернский статистический комитет       |                      |
| 19    | Новгородский губернский статистический комитет      |                      |
| 20    | Одесский статистический комитет                     |                      |
| 21    | Олонецкий губернский статистический комитет         |                      |
| 22    | Оренбургский губернский статистический комитет      |                      |
| 23    | Орловский губернский статистический комитет         | 25 ноября 1835 года  |
| 24    | Пензенский губернский статистический комитет        | 6 мая 1835 года      |
| 25    | Подольский губернский статистический комитет        |                      |
| 26    | Полтавский губернский статистический комитет        |                      |
| 27    | Самаркандский областной статистический комитет      |                      |
| 28    | Самарский губернский статистический комитет         |                      |
| 29    | Саратовский губернский статистический комитет       |                      |
| 30    | Семипалатинский областной статистический комитет    | 1878 год             |
| 31    | Симбирский губернский статистический комитет        |                      |
| 32    | Ставропольский губернский статистический комитет    | 1858 год             |
| 33    | Таврический губернский статистический комитет       |                      |
| 34    | Тамбовский губернский статистический комитет        |                      |
| 35    | Тверской губернский статистический комитет          | 28 февраля 1836 года |
| 36    | Тобольский губернский статистический комитет        |                      |
| 37    | Томский губернский статистический комитет           | 16 мая 1835 года     |
| 38    | Тульский губернский статистический комитет          | 15 мая 1835 года     |
| 39    | Уфимский губернский статистический комитет          | 9 марта 1835 года    |
| 40    | Харьковский губернский статистический комитет       | 1 марта 1835 года    |
| 41    | Черниговский губернский статистический комитет      |                      |
| 42    | Ярославский губернский статистический комитет       | апрель 1835 года     |